# Audrey Diwan
Audrey Diwan, född 1980, är en fransk manusförfattare och filmregissör. Hennes film Omständigheter tilldelades Guldlejonet vid filmfestivalen i Venedig 2021.